# Lars Wilhelm Åberg
Lars Wilhelm Åberg, född 19 december 1879 i Hausjärvi, död 21 januari 1942 i Helsingfors, var en finlandssvensk ingenjör och företagsledare.
Åberg tog studentexamen vid Svenska lyceum i Helsingfors 1898 och avlade ingenjörsexamen på 
Tekniska högskolan fyra år senare.
Efter studier i Dresden arbetade han som elingenjör för flera olika företag. Han var verkställande direktör för Helsingfors elektricitetsverk från 1914 till 1918 då han utsågs till VD för Wärtsilä. När företaget råkade i ekonomiska svårigheter 1925 begärde han avsked och efterträddes i mars 1926 av Wilhelm Wahlforss.
Kort därefter blev han styrelseordförande för busstillverkaren Autokoritehdas. År 1931 fusionerade företaget med konkurrenten Autoteollisuus-Bilindustri och bildade Suomen Autoteollisuus med Åberg som minoritetsägare.
Åberg innehade också styrelseposter i några andra företag och var en tid viceordförande i Tekniska Föreningen i Finland samt ledamot av Svenska tekniska vetenskapsakademien i Finland.
Åberg var gift med läkaren Sylvi Helena Antman. Åktenskapet var barnlöst så paret testamenterade ett större belopp till den tekniska vetenskapsakademin och mindre belopp till bland andra Svenska litteratursällskapet i Finland.